# Georges Schwartz

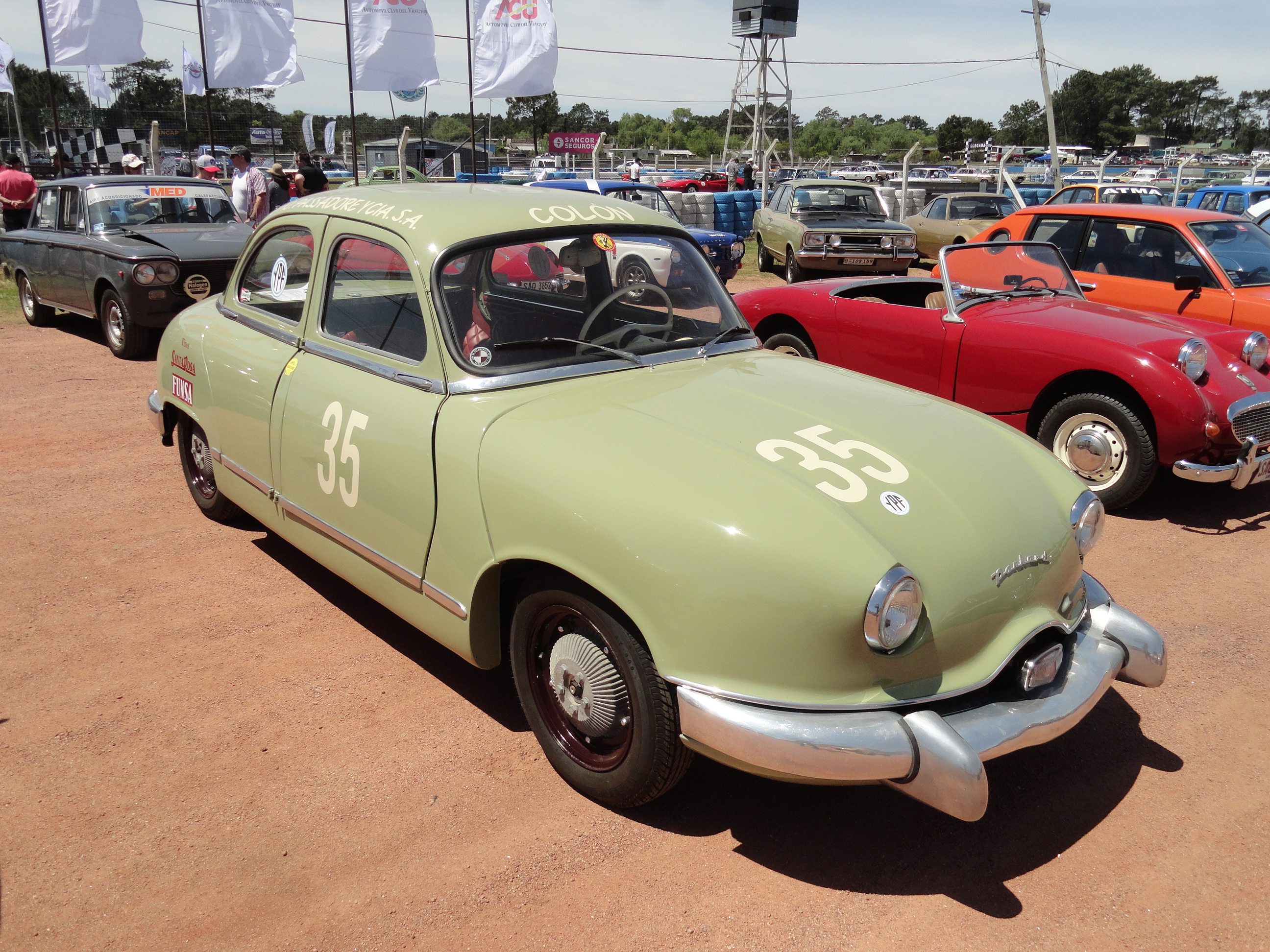
Auf einem Panhard Dyna Z bestritt Georges Schwartz in den 1950er-Jahren Sportwagenrennen

Georges Jacques Jules Bertrand Schwartz (* 20. Februar 1911 in Paris; † 12. Mai 1994 in Bastia) war ein französischer Autorennfahrer.

## Karriere
Georges Schwartz startete in seiner Karriere einmal beim 24-Stunden-Rennen von Le Mans. Als Partner von Raymond Stempert fuhr er 1953 einen Werks-Panhard X87 an die 22. Stelle der Gesamtwertung. Sein bestes Ergebnis als Fahrer war der fünfte Rang bei der Tour de France für Automobile 1952.

## Statistik

### Le-Mans-Ergebnisse
| Jahr | Team                            | Fahrzeug    | Teamkollege      | Platzierung | Ausfallgrund |
| ---- | ------------------------------- | ----------- | ---------------- | ----------- | ------------ |
| 1953 | Automobiles Panhard et Levassor | Panhard X87 | Raymond Stempert | Rang 22     |              |

### Einzelergebnisse in der Sportwagen-Weltmeisterschaft
| Saison | Team               | Rennwagen                  | 1   | 2   | 3   | 4   | 5   | 6   | 7   |
| ------ | ------------------ | -------------------------- | --- | --- | --- | --- | --- | --- | --- |
| 1953   | Panhard & Levassor | Panhard Dyna Z Panhard X87 | SEB | MIM | LEM | SPA | NÜR | RTT | CAP |
| 1953   | Panhard & Levassor | Panhard Dyna Z Panhard X87 |     | DNF | 22  |     |     |     |     |
| 1954   |                    | Panhard Dyna Z             | BUA | SEB | MIM | LEM | RTT | CAP |     |
| 1954   |                    | Panhard Dyna Z             | 99  |     |     |     |     |     |     |